# متلازمة روبينوف
متلازمة روبينوف هي اضطراب وراثي نادر للغاية يتسم بحدوث قزامة قصيرة الأطراف، وشذوذات في الرأس، والوجه والأعضاء التناسلية الخارجية بالإضافة إلى التقسيم الفقري. في عام 1969، وصف عالم الوراثة البشرية مينهارد روبينوف، جنبًا إلى جنب مع الطبيبين فريدريك ن. سيلفرمان وهوغو د. سميث، هذا الاضطراب لأول مرة في المجلة الأمريكية لأمراض الأطفال. بحلول عام 2002، أمكن توثيق ما يزيد عن 100 حالة وإدخالها في المراجع الطبية.
يوجد شكلان مختلفان لهذا الاضطراب، السائد والمتنحي، ويُعتبر الأول أكثر شيوعًا. غالبًا ما يصاب مرضى النوع السائد بدرجة معتدلة من الأعراض المذكورة أعلاه. من ناحية أخرى، تظهر الحالات المتنحية درجة أشد من العلامات الجسمية، وقد يعاني الأفراد المصابون من مستوى أكبر من الشذوذات الهيكلية. لُوحظ حدوث الشكل المتنحي للاضطراب بشكل متكرر في تركيا على وجه التحديد. مع ذلك، يمكن تفسير هذا على الأرجح بوجود سلف مشترك، إذ من الممكن تعقب عائلات هؤلاء المرضى إلى بلدة واحدة في شرق تركيا. أمكن أيضًا توثيق مجموعات من الحالات المتنحية الجسمية في عمان وتشيكوسلوفاكيا.
يمكن الإشارة إلى هذه المتلازمة أيضًا باسم متلازمة روبينوف سيلفرمان سميث، أو قزامة روبينوف، أو وجه الجنين، أو متلازمة وجه الجنين، أو خلل تعظم النهايات المترافق مع شذوذات وجهية تناسلية أو متلازمة قزامة الساعد والساق المترافقة مع صغر الأعضاء التناسلية. كان الشكل المتنحي للمتلازمة معروفًا في السابق باسم متلازمة كوفيسديم.

## العلامات والأعراض
أشار روبينوف إلى وجود تشابه واضح بين وجوه المرضى المصابين من جهة ووجه الجنين جهة أخرى، مستخدمًا مصطلح «وجه الجنين» في وصف مظهر الوجه الصغير مع العينين شديدتي التباعد. قد تشمل السمات السريرية أيضًا الأنف القصير المقلوب، والجبهة البارزة وجسر الأنف المسطح. قد تمتلك الشفة العلوية مظهرًا «مخيمًا»، لتكشف عن أسنان متزاحمة، أو «لسان مربوط» أو تضخم في اللثة.
على الرغم من عدم وجود جحوظ في العينين، قد تساهم شذوذات الجفن السفلي في إعطاء هذا الانطباع. قد تكون الجراحة ضرورية في حالات تعذر إغلاق العينين بشكل تام. بالإضافة إلى ذلك، قد تتخذ الأذنان موضعًا منخفضًا على الرأس أو قد يكون الصيوان مشوه الشكل.
يعاني المصابون من القزامة، وقصر الأطراف السفلية، وصغر القدمين وصغر اليدين. قد تكون أصابع اليدين والقدمين بدورها قصيرة بشكل شاذ ومنحرفة نحو الاتجاه الوحشي أو الإنسي. قد تترافق المتلازمة مع توضع شاذ لإصبع الإبهام وقد يظهر بعض المرضى، بشكل ملحوظ في تركيا، حالة انعدام الأصابع. غالبًا ما يعاني جميع المرضى من تشوهات في التقسيم الفقري. بالنسبة إلى الأفراد المصابين بالشكل السائد للمتلازمة، من الممكن ملاحظة وجود فقرة فراشة واحدة على الأكثر. مع ذلك، قد يعاني أولئك المصابون بالشكل المتنحي للمتلازمة من الفقرة النصفية، وانصهار الفقرات وتشوهات الأضلاع. قد تتشابه بعض حالات المتلازمة مع متلازمة جاركو ليفين أو خلل التعظم الفقري الضلعي.
تشمل عيوب الأعضاء التناسلية التي يمكن ملاحظتها بشكل مميز لدى الذكور صغر القضيب المترافق مع تطور طبيعي للخصيتين وكيس الصفن. في بعض الحالات، قد يمتلك المصابون خصية معلقة أو قد يعانون من المبال التحتاني. تشمل عيوب الأعضاء التناسلية الأنثوية بدورها صغر حجم البظر وعدم اكتمال تطور الشفرين الصغيرين. قد تشمل بعض الحالات النادرة عدم اكتمال في تطور الشفرين الكبيرين أيضًا. أظهرت بعض الأبحاث احتمالية معاناة الإناث من رتق المهبل أو تدمي المهبل.
يُعد الشكل المتنحي الجسمي للاضطراب أكثر شدة وخطورة. يمكن تلخيص الفروقات بين الشكلين في الجدول التالي:
| السمة         | الشكل المتنحي الجسمي          | الشكل السائد الجسمي     |
| القامة        | أقصر – انحراف معياري 2 أو أقل | قصيرة أو طبيعية         |
| الذراعان      | شديدة القصر                   | قصيرة قليلًا             |
| المرفق        | انزياح الرأس الكعبري          | لا يوجد انزياح          |
| الشفة العلوية | مخيمة                         | طبيعية                  |
| معدل الوفيات  | معدل وفيات 10%                | لا يوجد معدل وفيات زائد |

## روابط خارجية
- Disease ID 5704 في معاهد الصحة الوطنية الأمريكية للأمراض النادرة